# Mixotoxodon
A Mixotoxodon az emlősök (Mammalia) osztályának a Notoungulata rendjébe, ezen belül a Toxodontidae családjába tartozó nem.

## Tudnivalók
A Mixotoxodon az egyetlen Notoungulata, amely a nagy amerikai faunacsere következtében elhagyta Dél-Amerikát és északabbra, Közép-Amerikába költözött. Ennek a nemnek eddig csak egy faját fedezték fel, a Mixotoxodon larensist van Frank, 1957, amely a pleisztocén kor idején élt, 1,8 millió és 300 ezer évvel ezelőtt. Ez az állat körülbelül 1,5 millió évig maradt fent.
A Mixotoxodon a közismertebb Toxodonnal együtt, az utolsó élő notounguláták közé tartoztak. A Mixotoxodon „keverék toxodon”-tot jelent, mivel több alcsaládból is tartalmaz vonásokat.

## Legfőbb lelőhelyei
- Zumbador Cave, Falcon Province, Venezuela
- Cara Cara, Bolívia
- La estribera, Veracruz, Mexikó 18° 6'28.00"É, 94°53'13.00"Ny
- Huihuitlán, Michoacán, Mexikó 18°52'30.07"É, 103°24'13.23"Ny
- ?Tamaulipas, Mexikó[5]

### Fordítás
Ez a szócikk részben vagy egészben  a   Mixotoxodon című angol Wikipédia-szócikk fordításán alapul.  Az eredeti cikk szerkesztőit annak laptörténete sorolja fel. Ez a jelzés csupán a megfogalmazás eredetét és a szerzői jogokat jelzi, nem szolgál a cikkben szereplő információk forrásmegjelöléseként.